# Lär mig, du skog, att vissna glad
Lär mig, du skog, att vissna glad ("Lær mig, o Skov, at visne glad") är en höst- och hemlandssång av Adam Oehlenschläger skriven 1813, översatt till svenska av Emilia Ahnfelt-Laurin 1879. Den andra versen är bearbetad av Britt G. Hallqvist 1983. Texten illustrerar det eviga livets hopp med hjälp av liknelser från naturen såsom skogen, fåglarna och fjärilen. 
Melodin i ess-dur, 4/4, är Nathan Söderbloms välkända melodi till I denna ljuva sommartid och därmed samma som för psalmerna Hur härligt vittna land och sjö och Likt vårdagssol i morgonglöd. 
Sången är vanlig som begravningspsalm. Den finns omnämnd i Bodil Malmstens diktsamling Paddan och branden, i en lång dikt om en nybliven änkling som försöker komma över sorgen efter sin hustrus död. Den är även ironiskt omnämnd i prosadikten Ålderdomshemmet av Johannes Edfelt.

## Publicerad i
- Nya psalmer 1921 som nr 656 under rubriken "De yttersta tingen: De kristnas hopp inför döden".
- Sionstoner 1935 som nr 648 under rubriken "Pilgrims- och hemlandssånger".
- 1937 års psalmbok som nr 572 under rubriken "Det kristna hoppet inför döden".
- Frälsningsarméns sångbok 1968 som nr 551 under rubriken "Evighetshoppet".
- Den svenska psalmboken 1986 som nr 304 under rubriken "Livets gåva och gräns".
- Svensk psalmbok för den evangelisk-lutherska kyrkan i Finland (1986) som nr 499 under rubriken "Människans åldrar".